# 聖佩德羅德科潘
聖佩德羅德科潘（西班牙語：San Pedro），是洪都拉斯的城鎮，位於該國西部，由科潘省負責管轄，始建於1887年5月19日，面積66.2平方公里，海拔高度836米，2001年人口5,107，人口密度每平方公里77.15人。
14°37′N 88°52′W / 14.617°N 88.867°W